# NGC 878
NGC 878 je galaksija u zviježđu Kit.

## Vanjske poveznice
- SEDS: NGC 878